# Веселий Кут (станція)
Веселий Кут — проміжна залізнична станція Одеської дирекції Одеської залізниці на дільниці Роздільна I — Подільськ між колійним постом 1413 км (відстань — 7 км) та станцією Іванівка (10 км). Розташована в селі Новоборисівка Роздільнянського району Одеської області.

## Історія
Станція відкрита 1865 року.

## Пасажирське сполучення
На станції Веселий Кут зупиняються приміські поїзди до станцій Одеса-Головна, Вапнярка, Балта.